# Бибилюров, Артём Сергеевич
Артём Сергеевич Бибилюров (род. 25 марта 1982, Грозный, ЧИАССР) — заслуженный артист России, театральный режиссёр, художественный руководитель Ивантеевского музыкально–драматического театра.

## Биография
Родился 25 марта 1982 года в г. Грозном. С 1990 г. живёт в Москве.
Окончил режиссёрский факультет Тестрального института им. Б. Щукина (мастерская народного артиста РСФСР профессора А. М. Вилькина.
Был художественным руководителем театра «Турандот». С 2024 г. художественный руководитель Ивантеевского музыкально–драматического театра.
Член член Союза театральных деятелей России, Гильдии театральных режиссёров России, Союза дизайнеров Москвы, Союза художников Москвы, экспертного совета ВЦХТ Минпросвещения РФ.

## Признание и награды
- Заслуженный артист Российской Федерации (2023 г.)
- Лауреат Международной ежегодной театральной премии «Звезда театрала» в номинации «Лучший спектакль для детей и юношества» (2013 г.)
- Лауреат Всероссийского выставочного центра (Золотая медаль ВВЦ за достижения в области педагогики театрального дела, 08.07.2004)
- Призёр Международного театрального фестиваля «Мир в наших руках» (2004)
- Лауреат Международного театрального фестиваля современной драматургии «Коляда-plays» (2011)
- Гран-при Международного фестиваля русских драматических театров республик Северного Кавказа и государств Черноморского и Каспийского регионов (2011)
- Почётное звание Народный дипломат присужден Всемирным Гражданским Интеллектуально-интеграционным фондом «Народная дипломатия» (№ 131 от 28.11.2011)
- Лауреат общественности России в номинации «Люди Великого Таланта» (Национальный комитет по наградам, 11.11.2011 г.)
- Лауреат Международного театрального фестиваля «Молдфест-рампа.ру» (Молдова, 2011)
- Дипломант Департамента образования г. Москвы «За театральную деятельность в области образования детей и молодёжи» (Москва)
- Дипломант Клуба Героев Советского Союза, Героев России, полных кавалеров Ордена Славы «За сотрудничество» (Москва)
- Лауреат театрального фестиваля «МХТ-125»

## Работы
Роли в кино:
- «Ералаш»
- «Тайны дворцовых переворотов»
- «Братья детективы»
- «Час Волкова»
- «Неучебная тревога»
- «Адвокат (телесериал)»
- «Москва. Три вокзала»
- «Дело врачей»
- и др.

Режиссёр спектаклей:
- А. П. Чехов «Мои герои»
- Д. Хармс «Мечты сбываются» (театр Новый драматический театр)
- К. Манье «Любовь по-французски» (театр Сатирикон, Театриум на Серпуховке)
- К. Манье «Удачная сделка или сватовство» (театр Маяковского)
- Н. Гоголь «Женитьба» (Московский Новый Драматический театр)
- А. Арканов «Маленькие комедии или азбука любви» (ЦДКЖ)
- А. П. Чехов «Шутки в сторону» (Центр Высоцкого на Таганке, Шалом)
- 2003 — Москва, ДК «ВВЦ», А. Н. Островский (М. Старицкий) «За двумя зайцами». (со студентами ВГИК им. Герасимова);
- 2004 — Москва, ДК «Яуза», «Женитьба», авт. Н. Гоголь
- 2004 — Московский Центр образования им. Достоевского, «Рио-рита. История о любви и о войне», авт. А. Бибилюров, В. Разговорова
- 2005 — Московский Центр образования им. Достоевского, «Звуковая машина», авт. Р. Даль;
- 2005 — Москва, Новый драматический театр «Мечты сбываются», по мотивам произведений Д. Хармса;
- 2006 — Московский Центр образования им. Достоевского, «Мои герои», по рассказам А. П. Чехова;
- 2006 — г. Химки, ДК «Родина», «Маленькие комедии или азбука любви», авт. А. Арканов, Г. Горин, М. Ашумов;
- 2007 — Москва, Театр им. В. Маяковского, «Сатирикон», Театриум на Серпуховке, Театр Эстрады, театр киноактера «Удачная сделка или сватовство», «Любовь по-французски» авт. К. Манье; (В. Виноградов, Л. Руденко, И. Слуцкая, М. Карпович, С. Рубеко и др)
- 2008 — Москва, Еврейский культурный центр России, «Жалобная книга», авт. А. П. Чехов;
- 2008 — Москва, Театральный Центр на Страстном (СТД России), «Семейный портрет с посторонним», авт. С. Лобозёров;
- 2009 — Москва, Центр им. В. Высоцкого, театр «Шалом»-«Шутки в сторону», авт. А. П. Чехов («Медведь», «Юбилей», «Предложение»);
- 2009 — Москва, ЦДКЖ, «Звёзд @ NET», авт. А. Арканов, М. Аксёнов, Г. Малыгин;
- 2011 — Центр им. В. Высоцкого, «Мамочки», авт. В. Зуев;
- 2011 — Государственный театр им Евг. Вахтангова, театр Ленком, театр Эстрады «Рецепт семейного счастья» («Руководство желающим жениться», по произведениям А. П. Чехова. (Ольга Будина, С. Белоголовцев, В. Долинский, Виктор Логинов, Н. Лукинский)
- 2011 — Театр эстрады «Убийство по ошибке», авт. Тэйлор. (Жанна Эппле, Александр Носик, А. Пашинин, Э. Кюрдзидис, Д. Щербина)
- 2012 — театр на Раушской «Крокодил», Ф. М. Достоевский
- 2012 — В. Сигарев «Русское лото», (Александр Носик, Наталья Бочкарёва, В. Жуков, Л. Каевицер, П. Новиков, Л. Шаронова). Продюсерский центр Сергея Лаврова.
- 2015 — «Случайное счастье», (Сергей Рубеко,Виктория Тарасова,Владимир Чуприков, Елена Мольченко-Фатюшина, Дмитрий Никонов, Александра Рутберг). Московский драматический театр Турандот.
- 2016 — Московский драматический театр на Перовской: «Шутки в сторону»[1], А. П. Чехов (Мария Протасова[2], Павел Ремнев, Николай Мальцев, Владимир Витан).
- 2017 - О.Генри "Вождь краснокожих", ТЮЗ, г. Брянск
- 2018- Московский областной театр драмы и комедии, С. Маршак "Кошкин дом" (мюзикл);
- 2021 - Московский театр М. А. Булгакова, А.Н. Островский "Бальзаминов" (при поддержке Министерства культуры РФ, Российского фонда культуры);
- 2022 - Московский театр М. А. Булгакова, Ф.М. Достоевский "Пассаж в Пассаже" (при поддержке Министерства культуры РФ, Российского фонда культуры);
- 2023 - Московский театр М. А. Булгакова, М.А. Булгаков "Собачье сердце. Преображенский" (Грант Президента РФ, при поддержке Президентского фонда культурных инициатив);
- 2023 - Фестиваль искусств "Маяк" к 130-летию со дня рождения поэта Владимира Маяковского (Грант Президента РФ, при поддержке Президентского фонда культурных инициатив);
- 2023 -  режиссёр проекта "Мы тоже любим" для детей с нарушением слуха" при поддержке благотворительного фонда "Анастасия"

Роли в театре:
- Н. В. Гоголь, «Женитьба» — Кочкарёв
- Р. Даль, «Звуковая машина» — писатель
- А. Арканов, «Маленькие комедии большого дома» — автор, Витя
- А. П. Чехов, «Жалобная книга» — «Предложение»-Ломов, «Юбилей»-Шипучин, «Тёща-адвокат»-Мишель и др.
- Н. Островский «Лес» — Буланов.
- Д. Хармс «Мечты сбываются» — Окнов
- Д. Данил «Нижинский. Музыка одной жизни» — Ж. Кокто
- Гончаров «Обломов» — Штольц,
- Д. Фо «Не всякий вор грабитель» — Антонио
- В. Зуев «Мамочки» — Коля
- Э.-М. Ремарк «Триумфальная арка» — Хааке
- О.Генри «Вождь краснокожих» — Сэм
- Е. Гришковец «Скорость жизни» — Первый
- Хоровой театр Б. Певзнера, «Новый ковчег» — Карлос
- А. Островский "Женитьба Бальзаминова" - Красавина Акулина Гаврилловна
- М. Булгаков "Собачье сердце" - товарищ Пеструхин

и другие.
Работа на ТВ:
- Тележурнал «Бардачок», режиссёр
- ТелеКвест «Xquest», режиссёр